# XVIII конференция ВКП(б)
XVIII всесоюзная конференция Всесою́зной коммунисти́ческой па́ртии (большевико́в) — проходила в Москве с 15 февраля по 20 февраля 1941 года.

## Конференция
Она открылась в Москве 15 февраля 1941 года. На открытии с речью выступил И. В. Сталин. В ней, в частности, говорилось о преимуществах коммунизма.
Участвовало 456 делегатов с решающим и 138 с совещательным голосом, которые представляли 3 876 885 членов и кандидатов в члены партии.

## Порядок дня
- О задачах партийной организаций в области промышленности и транспорта (докладчик Г. М. Маленков);
- Хозяйственные итоги 1940 и план развития народного хозяйства СССР на 1941 (докладчик Н. А. Вознесенский);
- Организационные вопросы.

## История
Конференция работала в условиях сложной международной обстановки, созданной начавшейся 2-й мировой войной.
В центре работы конференции находились вопросы дальнейшего интенсивного развития индустрии, в первую очередь отраслей оборонного значения. В докладах отмечались успехи трёх лет 3-й пятилетки, были вскрыты недостатки, мешавшие более быстрому подъёму промышленности. Так, отмечалось, что многие хозяйственные наркоматы руководят промышленностью «формально — бюрократически», не вникая в процесс производства. Конференция потребовала «решительно повернуть внимание партийных организаций в сторону максимальной заботы о нуждах и интересах промышленности и транспорта». Были разработаны меры по укреплению партийного руководства промышленностью и транспортом. Конференция обязала партийные организации обращать больше внимания на правильный подбор, расстановку и использование руководящих и инженерно-технических кадров, смелее выдвигать инициативных специалистов на руководящие посты; потребовала уделять особое внимание вопросам внедрения новой техники, укрепления трудовой дисциплины, строгого и последовательного проведения принципа материального поощрения лучших работников в промышленности и на транспорте. Конференция поставила перед партией конкретные хозяйственно-политические задачи: обеспечить постоянный контроль над работой предприятий и исполнение ими партийных директив; наладить ритмичную работу предприятий и своевременное выполнение ими производственных планов; добиться соблюдения строжайшей дисциплины в технологическом процессе, совершенствовать и осваивать новую технику; добиваться систематического улучшения качества и снижения себестоимости продукции, укрепления хозрасчёта. Для усиления партийного руководства в горкомах, обкомах, крайкомах и ЦК компартий союзных республик был создан институт секретарей по промышленности и транспорту. Был одобрен план развития народного хозяйства на 1941 год. Планом намечалось ускоренное развитие решающих для обороны отраслей народного хозяйства, создания необходимых государственных резервов и мобилизационных запасов. Рост промышленной продукции по сравнению с 1940 было намечено увеличить на 17—18 %. Большое внимание уделялось укреплению промышленной базы на востоке СССР, которая сыграла важную роль в ходе Великой Отечественной войны.
Конференция избрала двух новых членов ЦК (М. А. Суслова и О. В. Куусинена), перевела из кандидатов в члены ЦК В. Г. Деканозова, Н. С. Патоличева, Г. М. Попова и В. П. Пронина. Из членов ЦК в кандидаты в члены ЦК были переведены 2 человека, новыми кандидатами в члены ЦК избраны 17 человек. Из состава ЦК выведены 5 человек, из кандидатов в члены ЦК – 14 человек.

Конференция также вывела из состава Центральной ревизионной комиссии 9 и довыбрала 12 человек.

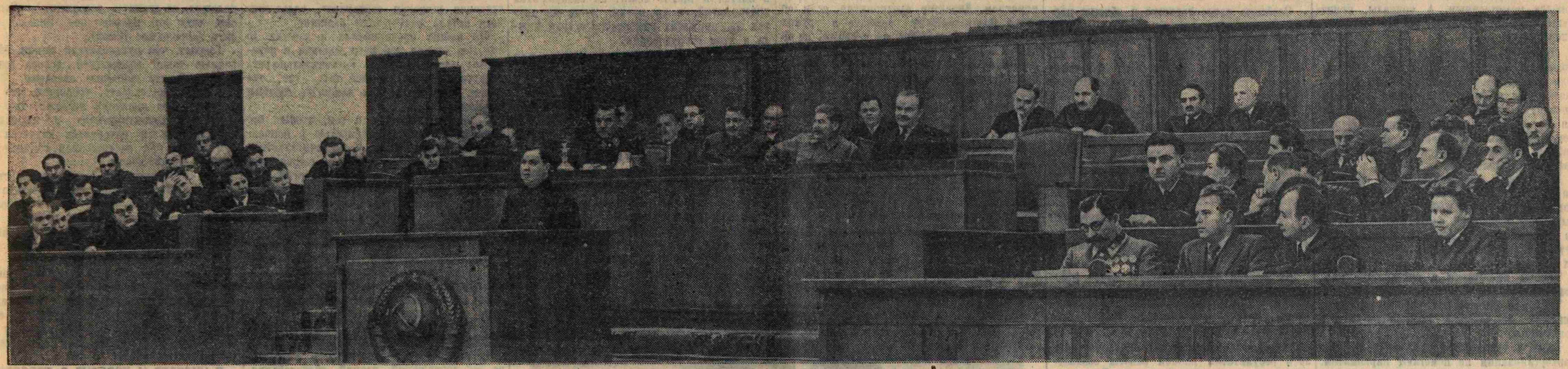
Г. М. Маленков делает доклад. За столом — члены президиума конференции.